# Papež Pij VII.
Papež Pij VII. (rojen kot Barnaba Gregorio Chiaramonti, benediktinski) italijanski rimskokatoliški duhovnik, škof in kardinal, * 14. avgust 1742 Cesena, † 20. avgust 1823 Rim, Papeška država. 
Papež in vladar Papeške države je bil med letoma 1800 in 1823.

## Življenjepis

### Mladost in duhovni poklic
Barnaba Niccolò Maria Luigi Chiaramonti se je rodil 14. avgusta 1742 v Ceseni kot najmlajši sin grofa Scipiona Chiaramontija (30. april 1698 – 13. september 1750). Njegova mati Giovanna Coronata († 22. november 1777) je bila hči markiza Ghinija; prek nje je bil bodoči papež Pij VII. v sorodu z Braschijevimi - družino papeža Pija VI. po poroki 10. novembra 1713. E. Y. Hales pa v knjigi  The Emperor and the Pope  meni, da Chiaramonti ni bil v sorodu z družino Braschi, čeprav so tako mislili njegovi sodobniki in je to tudi sam izjavil. Njegova družina je bila sicer plemiškega stanu, vendar ni bila bogata, temveč je pripadala k srednjemu razredu. 
Njegova stara starša po materini strani sta bila Barnaba Eufrasio Ghini in Isabella de' conti Aguselli; po očetovi strani pa Giacinto Chiaramonti (1673–1725) in Ottavia Maria Altini; njegov pradedek po očetovi strani je bil Scipione Chiaramonti (1642–1677), prababica pa Ottavia Maria Aldini. Njegova pra-pra-starša po očetovi strani sta bila Chiaramonte Chiaramonti in Polissena Marescalchi.
Njegov dedek je moral zapustiti pradedovsko palačo, ki jo je Pij VII. kljub njegovemu doslednemu nasprotovanju nepotizmu skušal odkupiti z lastnimi sredstvi, da bi jo vrnil vnuku Scipionu; njegov oče je umrl septembra 1750, mati-vdova pa je ostala z dvema dekletoma in štirimi sinovi. 
1. Najstarejši sin Hiacint (Giacinto Ignazio; 19. september 1731 – 7. junij 1805) je 1749 vstopil k jezuitom, a je vse izgubil ob razpustitvi reda (1773), dokler mu brat leta 1809 ni dodelil skromne službe arhidiakona v Ceseni;
2. Tomaž, drugi sin (Tommaso; 19. december 1732 – 8. december 1799), je ostal v domači hiši;
3. Gregor ni dokončal študijev na Accademia dei Nobili Ecclesiastici in je bil v breme družini;
4. Olimpija je vstopila v samostan v Riminiju, in je umrla leta 1828 kot »hišna nuna«;
5. Ottavia (1. junij 1738 – 7. maj 1814).[6]
6. zadnji rojeni Barnaba (14. avgust 1742 – 20. avgust 1823) je dokončal študije pri oblatih v benediktinskem samostanu S. Maria del Monte nad Ceseno, ter k njim vstopil 26. julija 1756. Šest let pozneje je tudi mati vstopila k strogim karmeličankam v Fanu pod imenom Teresa Diletta di Gesù e Maria, kjer je umrla 26. novembra 1777. Ko se je njen sin Barnaba vrnil s konklava v Benetkah, je maševal na njenem grobu 20. junija 1800.[7]

Tako kot njegovi bratje je obiskoval plemiški zavod Collegio dei Nobili v Ravenni; kljub temu se je 2. oktobra 1756 pri 14 letih odločil vstopiti k benediktincem kot novinec v opatiji Santa Maria del Monte. Dve leti za tem, 20. avgusta 1758, je napravil zaobljube in si privzel ime "Gregor". Poučeval je na benediktinskih fakultetah v Parmi in Rimu, kjer je bil posvečen v duhovnika 21. septembra 1765.

### Škofovstvo in škrlatništvo
Njegov sorodnik, kardinal Giovanni Angelo Braschi, je bil 15. februarja 1775 izvoljen za papeža in si nadel ime papež Pij VI. (1775–99); glede na to, da še ni bil škof, ga je 21. februarja 1775 posvetil kardinal Gian Francesco Albani; naslednjega dne pa ga je okronal kardinal Alessandro Albani. .
Ta izvolitev je odprla pot cerkvenemu napredovanju tudi za Chiaramontija. Le nekaj let pred to izvolitvijo, leta 1773, je namreč on postal osebni spovednik Braschija. Leta 1776 je Pij VI. 34-letnega patra Gregorja, ki je poučeval v samostanu pri cerkvi Sant'Anselmo na Aventinu v Rimu, imenoval za častnega nadarbinskega opata njegovega samostana. Čeprav je bila to starodavna praksa, je spodbudila godrnjanje in nevoščljivost sobratov, češ da tako imenovanje ni v skladu s Pravilom sv. Benedikta.
Decembra 1782 ga je papež imenoval za škofa v Tivoliju blizu Rima, a 21. decembra istega leta je prejel škofovsko posvečenje.
Pij VI. ga je februarja 1785 povišal v kardinala duhovnika pri pri San Callistu, nato pa za škofa Imole; to službo je opravljal vse do leta 1816.

## Papež

### Izvolitev
14. marca 1800 je bil v konklavu izvoljen za papeža in 21. marca istega leta je bil ustoličen.
Papež Pij VI., ki je bil do konca življenja francoski ujetnik in je v Napoleonovem ujetništvu tudi umrl, je pred smrtjo določil, naj bodo volitve njegovega naslednika tam, kjer se bo lahko zbralo največje možno število kardinalov. Umrl je 29. avgusta 1799 v francoskem zaporu v Valenci. Med kardinali so bili nekateri zaprti, drugi izgnani in so bežali pred francoskimi okupatorji iz Rima; največ se jih je moglo zbrati v Benetkah, ki so bile takrat pod avstrijsko oblastjo. 
Konklave se je začel v benediktinskem Samostanu sv. Jurija na Otoku sv. Jurija. Bili so trije glavni kandidati, od katerih sta bila dva nesprejemljiva za Habsburžane; njihov ljubljenec Mattei pa ni mogel zbrati zadosti glasov.
Resen kandidat je bil tudi Bellisomi, ki mu avstrijski kardinali niso bili naklonjeni; „veto“ je vložil zoper njegovo izvolitev v imenu avstrijskega cesarja Franca I. kardinal Herzan von Harras.
Po večmesečnem zastoju je Maury kot sporazumnega kandidata predlagal Chiaramontija. 14. marca 1800 ga je kardinalski zbor res izvolil za papeža tudi zato, ker ni bil preveč nasproten francoski revoluciji; v čast svojega neposrednega in mučeniškega predhodnika je prevzel papeško ime Pij VII.
Kronali so ga 21. marca v tamkajšnji samostanski Cerkvi sv. Jurija na dokaj nenavadni papeški slovesnosti, ko so mu deli na glavo papirnato tiaro; Francozi so namreč pokradli ob zasedbi Rima in ob izgnanstvu papeža vse tiare, kar jih je imel v lasti Sveti sedež. 

#### Papež se ustavi v Istri
Novi papež je nato odplul proti Rimu na avstrijski ladji Bellona, in je po dvanajstih dneh prispel v Pesaro, od koder je nadaljeval potovanje proti Rimu.
Na svoji poti iz Benetk se je od 12. do 15. junija 1800 mudil v Istri. Po izplutju iz Benetk je namreč jugo prisilil fregato Bellono pod poveljstvom Dandola, da se je zatekla v Tarsko valo. Ker je bil novograjski škof še v Benetkah, kamor je odšel na obisk k papežu, so člani bližnjih kapitljev (novigrajskega, bujskega in poreškega) in okoliški prebivalci obiskali papeža v Tarski vali. 
Grožnjanski župnik je prejel tedaj privilegij razglasitve za kanonika in nadžupnika, dva njegova kaplana pa za kanonika (papeška listina z dne 11. decembra 1801).
V spomin na papežev prihod v začetku 19. stoletja v župnijsko cerkev sv. Martina v Taru so na njen zatrep postavili kamniten napis v latinščini, ki pravi, da je bil »13. in 14. junija 1800 v Tarski vali njegova svetost papež Pij VII.«. 

### Odnosi z Napoleonom

#### Konkordat
Kardinal Consalvi je nemudoma odšel v Francijo, da bi se pogajal za konkordat s prvim konzulom Napoleonom. Čeprav pogodba ni vplivala na vrnitev k staremu krščanskemu redu in k povračilu odvzetega cerkvenega premoženja, je Cerkvi le zagotovila določena civilna jamstva; priznala je "katoliško, apostolsko in rimsko vero" kot vero "večine francoskih državljanov".
Glavne postavke sporazuma med Francijo in papežem so bile:
1. Razglas, da je "katolištvo vera velike večine Francozov"; ni pa uradna vera, ki ohranja versko svobodo, zlasti glede na protestante.
2. Papež ima pravico imenovati in odstavljati škofe.
3. Država bo plačevala uradniške plače klerikom, a duhovščina bo prisegla zvestobo državi.
4. Cerkev se je odrekla vsem zahtevam po cerkvenih zemljiščih, ki so bila odvzeta po letu 1790.
5. Nedelja je bila ponovno vzpostavljena kot "praznik", kar je začelo veljati z Velikonočno nedeljo, 18. aprila 1802.

#### Izgnanstvo in zapor
Kot papež je sledil politiki sodelovanja s Francosko republiko in nato cesarstvom, ki ji je sledilo 1804. Bil je prisoten na kronanju Napoleona I. in njegove prve žene Jožefine leta 1804 v Parizu. Sodeloval naj bi pri francoski celinski blokadi Velike Britanije; ker je temu državni tajnik Consalvi ostro oporekal, je bil prisiljen odstopiti. Kljub temu je Francija 1809 zasedla in priključila Papeško državo, ugrabila Pija VII. za ujetnika ter ga izgnala v Savono; tam je ukazal Pij VII. uničiti svoj ribiški prstan, da ga ne bi noben samodržec mogel uporabljati na svetoskrunski način: in res je Napoleon kmalu zahteval ta papeški prstan, ki so mu ga poslali razrezanega in prelomljenega na dvoje, da ga res ni mogel uporabiti. To je bilo edinkrat v dvatisočletni zgodovini Katoliške Cerkve, da je bil ribiški prstan uničen v času življenja vladajočega papeža.
Dne 15. novembra 1809 je papež Pij VII. posvetil cerkev v La Voglini v Piemontu z namenom, da bi postala njegovo duhovno oporišče med izgnanstvom. Ko je Napoleon izvedel za njegove namere, ga je izgnal v Francijo. Kljub temu je papež Napoleona še naprej imenoval "moj dragi sin"; vendar je dodal, da je bil "sicer nekoliko trmast, a še vedno sin".
To izgnanstvo se je končalo šele, ko je Pij VII. leta 1813 podpisal Fontainebleaujski konkordat. Eden od uspehov te nove pogodbe je bila izpustitev zaprtih kardinalov in vrnitev izgnanih, vključno s Consalvijem, ki je, ko se je ponovno pridružil papeževemu spremstvu, takoj uspel prepričati Pija VII., da je s sporazumom preveč popustil samodržcu. Papež je marca 1814 nekatere ugodnosti res preklical, zaradi česar so francoske oblasti ponovno zaprle številne prelate. Njihova ječa pa je trajala le nekaj tednov, saj je Napoleon moral po hudih porazih odstopiti 11. aprila istega leta.
Kardinal Bartolomeo Pacca, ki so ga Francozi ugrabili skupaj s papežem, je 1808 prevzel službo državnega tajnika in med izgnanstvom ohranil svoje spomine; prvotno napisani v italijanščini, so bili prevedeni v angleščino in opisujejo težave in uspehe njunega izgnanastva ter zmagoslavno vrnitev v Rim 24. maja 1814.
Piju je ječa pravzaprav povečala ugled: ljudje so v njem gledali živega mučenca. Ko je se je končno vrnil v Rim, so ga verniki toplo in navdušeno pozdravljali kot pravega junaka; to izredno spoštovanje do papeža kot Kristusovega namestnika pa ni krščansko ljudstvo skazovalo samo njemu, ampak tudi njegovim naslednikov vse do današnjih dni.

### Mirnejše obdobje po Napoleonovem padcu

#### Nasprotovanje suženjstvu
Pij VII. se je pridružil izjavi Dunajskega kongresa iz leta 1815, ki jo je zastopal kardinal državni tajnik Consalvi, in pozval k odpravi in zatrtju trgovine s sužnji. To se je nanašalo zlasti na kraje, kjer sta vladali Španija in Portugalska, in kjer je bilo suženjstvo v veljavi kot gospodarsko zelo pomembno; proti tej trgovini so nastopali pred tem zlasti jezuiti, in to je bil eden glavnih razlogov, da so jih oblasti oziroma dobičkaželjni in brezvestni trgovci teh dežel hoteli in tudi uspeli neusmiljeno zatreti. 
Papež je napisal pismo francoskemu kralju Ludviku XVIII. z dne 20. septembra 1814 in portugalskemu kralju in brazilskemu cesarju Ivanu VI. leta 1823, naj napravita suženjstvu konec. Obsodil je trgovino s sužnji in prodajo ljudi opredelil kot krivico zoper človeško dostojanstvo v duhu svojih prednikov. V svojem pismu portugalskemu kralju je zapisal: "Papež obžaluje, da se ta trgovina s temnopoltimi, za katero je verjel, da je prenehala, še vedno izvaja v nekaterih področjih in še na bolj krut način kot nekdaj. Prosi in roti portugalskega kralja, da uporabi ves svoj ugled in modrost, da iztrebi to brezbožno in nagnusno sramoto."

#### Odnos do Združenih držav
V njegovem času se je pomembno okrepila Katoliška Cerkev v Združenih državah Amerike, kjer je ustanovil več novih škofij.
Pozdravil je uspeh Združenih držav v Prvi berberski vojni za zatiranje muslimanskih surovih morskih razbojnikov ob jugo-zahodni obali Sredozemlja, ki so pripadali berberskim državam Maroku, Tunisu, Alžiriji in Tripolitaniji. Prvo berbersko vojno so vodile ZDA skupaj s Švedsko od 1801-1805 in v njej zmagale; zaradi zapletenih mednarodnih razmer pa zmage niso mogle popolnoma izkoristiti in so za ugrabljene mornarje še naprej morale plačevati visoke odkupnine - niso pa več plačevale letnega davka, ki so ga poprej dajale tem državam za varno vožnjo. 
Tej prvi je sledila še Druga vojna, v kateri so se ZDA popolnoma osvobodile izsiljevanja berberskih držav, ki so zasužnjevale mornarje in zanje zahtevale visoke odkupnine: odslej je bila plovba varna tudi za vse nemuslimanske države. S temi zmagami so se končali stoletni berberski teroristični napadi na mirne mornarje, kakor tudi njihova barbarska trgovina s sužnji, ugrabitve Evropejcev za visoke odkupnine in prodajanje v mučno in pogosto dosmrtno suženjstvo. V zvezi s temi zmagami je Pij VII. izjavil, da so Združene države "naredile v petih letih več za krščanstvo, kot so najmočnejši krščanski narodi storili skozi pet stoletij."
V Drugi berberski vojni so ZDA torej porazile nasprotnike tako prepričljivo, da so se za prihodnost popolnoma osvobodile izsiljenega plačila odkupnine za ugrabljene mornarje..
Za Združene države je papež Pij VII. leta 1808 ustanovil več novih škofij: Boston, New York, Filadelfija in Bardstown. Leta 1821 je ustanovil tudi škofije Charleston, Richmond in Cincinnati.

#### Obnova Družbe Jezusove
Ko je don Gregorio Chiaramonti postal benediktinec v svojem rodnem kraju Ceseni, je bil nedolgo nato premeščen v samostan S. Giustina v Padovi v Beneški republiki, kjer je ostal do 1763; le-ta mu je ostal v tako prisrčnem spominu, da se je v njem oglasil kmalu po svoji izvolitvi za papeža, l. marca 1800. Bodoči papež je takrat v tem mogočnem samostanu za novince beneških plemiških družin, ki je imel priznane učitelje in bogato knjižnico, poglobil svoje znanje latinščine, grščine in hebrejščine. 
Teološki študiji pa so potekali v izrazito janzenističnem in protijezuitskem ozračju, kot je zaupal pozneje kardinalu Paccu:
| Italijanski izvirnik | Slovenski prevod |
| --- | --- |
| "A me poi fino dalla prima adolescenza s'insinuarono sentimenti d'odio, e di avversione, e quasi fino al fanatismo contro la Compagnia. Basti il dire, che mi furono date da leggere per farne anche qualche estratto, le famose ‘Lettere Provinciali’ di Pascal in lingua francese, e poi la traduzione latina con note peggiori del testo di Nicole sotto il cognome di Wendrak; la ‘Morale politique des Jésuites’ d'Arnaldo, ed altri libri di simile argomento, ai quali io allora di buona fede prestai piena credenza" | "Od zgodnjega odraščanja so se vame prikradli občutki sovraštva in odpora in skoraj zagrizenosti proti Družbi. Dovolj je reči, da so mi dali brati, da sem naredil nekaj odlomkov, znamenita Pascalova Podeželska pisma v francoščini, nato pa latinski prevod s hujšimi navedki kot besedilo Nicola Wendraka, Arnaldovo Morale politique des Jésuites' in druge knjige o podobni temi, ki sem jim potem v dobri veri popolnoma verjel. |

7. marca 1801 je torej Pij VII. izdal breve »Catholicae fidei«, ki je odobril obstoj Družbe Jezusove v Ruskem cesarstvu in imenoval njenega prvega generalnega predstojnika Frančiška Kareua (1731-1802). To je bil prvi korak k ponovni vzpostavitvi reda. 
Važno vlogo pri tem je imel tudi v Ljubljani znan zlasti po Gruberjevi palači in Gruberjevem kanalu jezuit in znanstvenik Gabriel Gruber. Od leta 1800 je bil rektor Jezuitskega kolegija v Sankt Peterburgu, pa tudi sposoben svetovalec vrhovnega predstojnika, kateremu je veliko pomagal pri navezovanju stikov z bivšimi jezuiti. 
Avgusta 1802 pa je Gruber sam postal general ruske province in tako rekoč celotnega reda, saj je bil po drugih deželah red že od 1773 uradno zatrt. Imel je velik vpliv na carja Pavla I. in v ruskih aristokratskih krogih ter mnogo pripomogel k papeževemu priznanju jezuitskega reda v Rusiji, pozneje pa k njegovi obnovitvi po celem svetu.
31. julija 1814 je podpisal papeško bulo Sollicitudo omnium ecclesiarum, ki je vsesplošno obnovila Družbo Jezusovo. Tadeusza Brzozowskega (1749-1820) je imenoval za vrhovnega generala jezuitskega reda.

### Druge dejavnosti
Papež Pij je preživel ostanek svojega življenja v sorazmernem miru; tako se je lahko posvetil obsežni dušnopastirski dejavnosti, znanstvenemu napredku ter velikodušnemu podpiranju umetnosti, ter je Rim obogatil z mnogimi pridobitvami.
Pij VII. je izdal okrožnico »Diu satis«, da bi se zavzel za vrnitev k evangeljskim vrednotam  in razširil na vso Cerkev praznik Žalostne Matere Božje, ki se obhaja 15. septembra. 
Prostozidarstvo in gibanje karbonarjev je obsodil v encikliki Ecclesiam a Jesu Christo 1821. Pij VII. je menil, da je treba prostozidarje izobčiti, saj so jih povezovali s karbonarji, proticerkveno prekucuško skupino v Italiji, ki so tudi bili izobčeni; karbonarji so pozneje res bili uničeni.
3. junija 1816 je Pij VII. obsodil dela melkitskega škofa Germanosa Adama. Adamovi spisi so podpirali konciliarizem, stališče, da je oblast ekumenskega koncila nad oblastjo papeža.
Pij VII. je bil večjezičnež in je znal veliko jezikov; tekoče je mogel govoriti italijansko, francosko, angleško in latinsko.
Za časa Pija VII. je bil izdan prvi odlok o obveznem cepljenju proti črnim kozam v Papeški državi, v katerem je navedeno, da zaradi neznanja vlada med ljudstvom veliko neutemeljenih predsodkov proti cepljenju, čeprav je vseokužba pokosila od tretjine do polovice prebivalstva.

## Dela
- »Documenta Catholica Omnia« (v latinščini). Cooperatorum Veritatis Societas. Pridobljeno 6. decembra 2011.

### Okrožnice
(latinsko)
(italijansko)
| No. | Naslov (latinsko)        | Vrsta               | Datum              | Vsebina                                   |
| --- | ------------------------ | ------------------- | ------------------ | ----------------------------------------- |
| 1.  | Ecclesiam a Jesu Christo | bula (Rim)          | 13. september 1821 | obsodba karbonarjev kot prostozidarjev    |
| 2.  | Praeclara quam           | breve (Rim)         | 16. maj 1820       |                                           |
| 3.  | Dominici gregis          | breve (Rim)         | 25. avgust 1819    |                                           |
| 4.  | Vineam quam plantavit    | okrožnica (Rim)     | 12. junij 1817     | ureditev škofij v Franciji                |
| 5.  | Magno et acerbo          | pismo               | 3. september 1816  |                                           |
| 6.  | Etsi longissimo          | bula (Rim)          | 7. avgust 1814     |                                           |
| 7.  | Optatissimus tandem      | nagovor             | 26. september 1814 |                                           |
| 8.  | Sollicitudo omnium       | bula (Rim)          | 7. avgust 1814     |                                           |
| 9.  | Il trionfo               | okrožnica (Cesena)  | 4. maj 1814        | zmagoslavna vrnitev po 5 letih ujetništva |
| 10. | Quum memoranda           | breve (Rim)         | 10. junij 1809     |                                           |
| 11. | Hoc ipso                 | nagovor             | 29. oktober 1804   |                                           |
| 12. | Quam luctuosam           | nagovor             | 24. maj 1802       |                                           |
| 13. | Ecclesia Christi         | bula (Rim)          | 15. avgust 1801    |                                           |
| 14. | Tam multa                | breve (Rim)         | 15. avgust 1801    |                                           |
| 15. | Le più colte             | motuproprij (Rim)   | 11. marec 1801     |                                           |
| 16. | Ex quo Ecclesiam         | okrožnica (Benetke) | 24. maj 1800       | klic k spreobrnjenju za odvrnitev hudin   |
| 17. | Diu satis                | okrožnica (Benetke) | 15. maj 1800       | Pija VI. daje za zgled poguma             |
| 18. | Ad supremum              | nagovor (Benetke)   | 28. marec 1800     | ponižno sprejema težko breme ob izvolitvi |

## Navedka
»Siete buoni cristiani e sarete buoni democratici; i primi cristiani condividevano lo spirito della democrazia.« (Italijanski izvirnik)
»Bodite dobri kristjani in boste dobri demokrati; prvi kristjani so posedovali duha demokracije.« (Slovenski prevod)
Quando le opinioni sono fondate sopra la voce della coscienza e sul sentimento dei proprii doveri, diventano irremovibili, e non vi è forza fisica al mondo che possa, alla lunga, lottare con una forza morale di questa natura. (Italijanski izvirnik)
Kadar mnenja temeljijo na glasu vesti in občutku dolžnosti, postanejo neomajna in na svetu je ni fizične moči, ki bi se lahko dolgoročno borila s tovrstno nravno močjo. (Slovenski prevod)

## Smrt in spomin

### Požar naBaziliki svetega Pavla
15. julija je zaradi malomarnosti varilca, ki je pustil prejšnji večer žerjavico na podstrešju, ki ga je popravljal, na strehi izbruhnil požar na najstarejši in najbolje ohranjeni rimski baziliki svetega Pavla; le-ta je bila papežu zlasti pri srcu, saj je v mladosti tam študiral, pozneje pa kot profesor tudi poučeval; da mu ne bi umiranja napravili še težjega, papežu novice o požaru njegovi sodelavci niso mogli niti hoteli sporočiti.
Glede okoliščin obstaja pismo Giuseppa Melciorrija iz Rima Giacomu Leopardiju v Recanati z dne 9. julija 1823. Novice o požaru na Baziliki sv. Pavla zunaj obzidja vsebuje pismo z dne 19. julija 1823. Zaradi papeževega smrtnega boja so menili, da je bolje, da ga ne vznemirjajo z obvestilom o požaru; sicer pa zaradi agonije tako ne bi mogel ukrepati.

### Smrt in pogreb
Ko je Pij VII. dopolnil 80 let, je njegovo zdravje začelo vidno pešati. 6. julija 1823 se je odpravil na svoj običajni sprehod po notranjih vrtovih Kvirinalske palače. Zvečer je ostal sam v svoji pisarni, in kljub opozorilom tajnika kardinala Consalvija poskušal vstati s stola in se nasloniti na delovno mizo. Ko se je hotel oprijeti na steno pritrjene vrvice, mu je iz njegove od starosti oslabele roke zdrsnila: zamajal se je in padel z vso težo na pod ter si zlomil sklep leve stegnenice. Na njegov krik so prihiteli prelati, ki so ga odnesli v posteljo, iz katere ni več vstal: množica vernikov pa je skozi ves čas čula in molila pod okni Kvirinalskega trga (tedaj Montecavallo). 
Francoski kralj Ludvik XVIII. je dal iz Pariza v Rim poslati posebno mehansko posteljo, da bi papežu olajšali trpljenje. 19. avgusta se mu je stanje poslabšalo in je poltiho latinsko molil; med smrtnim bojem je pogosto izgubljal zavest in večkrat zamrmral: Savona!... Fontainebleau!..., imena mest izgnanstva, kamor so ga gnale francoske zasedbene sile in kjer je skozi pet let hudo trpel. 20. avgusta 1823 je ob peti uri zjutraj umrl po 23 letih, petih mesecih in šestih dneh vladanja, ob navzočnosti zvestega Consalvija in žalovanju rimskega ljudstva, ki ga je osvojil s svojo preprostostjo, odločnostjo in dobrosrčnostjo. 
S kardinalom državnim tajnikom Consalvijem ob svoji strani je Pij VII. umrl 20. avgusta 1822 ob 5. uri zjutraj.
Nekaj časa je bil pokopan v Vatikanskih jamah, kasneje pa je bil pokopan v spomeniku v Baziliki svetega Petra po svojem pogrebu 25. avgusta. 

#### Odmevna smrt
Papež je zaradi svojega čvrstega ravnanja v odnosih s cesarjem dvignil ugled papeštva ne le med katoličani, ampak tudi med pravoslavnimi ter protestanti - saj je na neki način bil na čelu odpora zoper samodržca, ki je z velikanskimi človeškimi žrtvami podiral stari, ustaljeni red; šele združena Evropa je mogla zaustaviti njegove vojaške podvige. Papež se je temu početju kljub neuspešnosti že takoj na začetku postavil v bran. Zato je njegova smrt je ganila vse, zlasti Anglijo; tam so prvič opustili neokusno in za katoličane žaljivo navado, da so ob smrti na glavnem trgu sežigali papeževo sliko. Kralj Jurij IV. je celo naročil pri uglednem umetniku papeževo podobo, ki jo je potem obesil v svojo delovno sobo. 
Nič čudnega, da je Consalvi nekatere svoje načrte dal v izvedbo takrat v Rimu delujočemu umetniku, nato pa dal napraviti znamenito grobnico za Pija VII. istemu danskemu kiparju Thorvaldsenu, po prepričanju sicer protestantu, ki pa ga je takratno umetniško mnenje uvrščalo med največje umetnike klasicizma skupaj z malo prej umrlim Canovom.

### Spomin
1. Ob cesti, ki povezuje mesto Spezzini pri Beverinu z zaselkom Padivarmo, je "Papežev vodnjak", kjer se je Pij VII. ustavil, da bi pil 11. julija 1809 med potovanjem iz Firenc v Savono kot  Napoleonov ujetnik.[34]
2. V Vernanteju v deželi Cuneo še danes obstaja vodnjak, znan kot "Fontana Fontainebleau". 12. avgusta 1809 je Pij VII., ki je šel skozi to mesto in trpel zaradi velike vročine, vprašal domačinke, ali imajo vodo, da bi mu jo ponudili. Neka ženska mu je dala kozarec vode in mu povedala, da jo je njen sin malo prej zajel iz vodnjaka. Papež jo je popil in dejal, da je zelo dobra, ter dodal, da ima okus po vodi v Fontainebleauju.
3. Toskansko mesto Sosta del Papa, del občine Barberino Val d'Elsa, je dobilo ime po potrebah vsakdanjega življenja, ki se jim je moral podrejati seveda tudi papež. 2. junija 1815 je torej videlo glavnega junaka Pija VII.: Med dolgim potovanjem nazaj v Rim iz Sardinijskega kraljestva, kamor se je zatekel po napadu neapeljskega kralja Joahima Murata na Papeško državo med Stotimi dnevi Napoleona, se je papežu začelo nekam muditi. Ustavil se je v vaški kmečki hiši, kjer je šel na stran – seveda le toliko časa, da se je olajšal za nadaljnje potovanje. Lastniki hiše pa so bili tako navdušeni nad visokim gostom in njegovim nepričakovanim obiskom, da so želeli ovekovečiti ta dogodek s spominsko ploščo, ki še danes razlaga, zakaj je kasneje ta kraj dobil svoje današnje ime: Sosta del Papa, kar pomeni Papeževa potreba.

#### Aquila rapax
Malahijeva prerokba pravi o Piju VII., da je Grabežljivi orel (latinsko Aquila rapax; angleško Rapacious eagle).
O’Brien povezuje to reklo z dejstvom, da je trpel v ječi za časa Napoleona, francoskega cesarja (vladal 1799–1815), ki je imel v grbu orla; Chobot se moti, ko pravi, da je imel v grbu orla papež. Akin meni, da geslo Grabežljivi orel morebiti res opisuje Napoleona, ne pa papeža, na katerega bi se moralo nanašati; tako bi lahko bil opisan kdorkoli, ki je takrat nastopal na odru zgodovine. 

#### V filmu
1. La battaglia di Austerlitz (Bitka pri Austerlitzu), režija Abel Gance (1960). - Pija VII., ki ga igra Vittorio De Sica, vidimo, ko ga pokličejo v Pariz za Napoleonovo kronanje za "francoskega cesarja" leta 1804.
2. Il marchese del Grillo (Markiz od Črička), režija Mario Monicelli (1981). - Pija VII. v komičnem in hkrati hudo resnem trenutku igra Paolo Stoppa med vdorom francoskih čet na Kvirinal (v odsotnosti Alberta Sordija). Nenavadno je, da je Stoppa romanjskemu papežu pripisal izrazit rimski naglas.
3. Napoléon , režija Yves Simoneau (2002) - Pija VII. igra John Wood v drugi epizodi televizijske nadaljevanke, ki obravnava dogodke v zvezi z Napoleonovim kronanjem.

### Ocena

#### Cesarsko kronanje
Kljub nasprotovanju kardinalov je sveti oče pristal na odhod v Pariz 2. decembra 1804 na posvetitev Napoleona za cesarja, čeprav je dobil le nejasne obljube; Pij VII. za maziljenje ni postavljal posebnih pogojev, da bi se lažje osredotočil na zadeve, ki so bile duhovno pomembnejše in koristne za vernike. Tako je papež najprej mazilil cesarja in njegovo ženo Jozefino; nato pa mu je cesar iztrgal kroni iz rok ter okronal sam sebe in svojo ženo; nekateri hočejo mučen dogodek omiliti s pripombo, češ da je bilo samokronanje že prej dogovorjeno, kar je pa glede na okoliščine malo verjetno.
Od cesarja pa kljub skrajni popustljivosti papež ni hotel sprejeti ustavne prisege, saj je v takratni obliki francoska ustava vsebovala klavzule, ki so bile v nasprotju s cerkvenimi načeli.

#### Nevsakdanje podobnosti med papežem in cesarjem
Zgodovinarji nahajajo nekatere podobnosti med usodama obeh velikih mož, od katerih je bil prvi vrhovni zemeljski vladar, drugi pa vrhovni duhovni vladar. 
Cesar Napoleon je povabil papeža, naj ga pride kronat. Papež Pij VII. je torej odšel v Pariz, kjer je 2. decembra 1804 v pariški stolnici Notre Dame potekal starodavni obred. Papežev prestol je imel le nekaj stopnic, cesarjev pa čez trideset; ko je starec prišel na vrh in cesarja mazilil, mu je vladar iztrgal krono iz rok in se sam okronal, drugo pa del na glavo svoji ženi Jozefini. 
Nato ga je hotel Napoleon pregovoriti, naj bi prenesel papeški prestol v Pariz. Čeprav je bil papež blage narave in pripravljen do skrajnih mej popuščati oblastiželjnemu samodržcu, se je odločno uprl enako, kot pet let pozneje ob ugrabitvi iz Rima, ko je Napoleon od njega zahteval odpoved zemeljski oblasti: "Non possumus, non debemus, non volumus"
Ko ga je s sladkim govorjenjem le hotel pregovoriti, je papež dejal: »Komedijant!« Puhajoč od jeze je cesar zgrabil na mizi stoječ mozaik, ki je predstavljal Petrovo cerkev, ga zagnal pred papeževe noge in vpil: »Glej starec, tako bom jaz raztreščil tebe in tvoje kraljestvo!« Papež pa je vstal in odhajajoč iz dvorane vzdihnil: »Tragedijant!« - ko da je papež bil prerok:
1. Napoleon je ukazal zasesti Cerkveno državo, nakar ga je papež izobčil 10. junija 1809 z bulo Quum memoranda, v kateri je grajal »tatove Petrove dediščine, roparje, krivičnike, svetovalce ter izvajalce«, kar mu je prineslo novih nevšečnosti. Ob tem izobčenju je cesar porogljivo menil: »Mar misli papež, da bo zato mojim vojakom padalo orožje iz rok?« Poslal je generala Radeta, ki je z močnim krdelom papeža ugrabil na Kvirinalu sredi večerje 5. julija 1809 z zahtevo, da se odpove vsej zemeljski oblasti, deloma pa tudi duhovni, na kar je papež zopet odgovoril: »Non possumus…« v pomenu, da je Patrimonium sancti Petri le v njegovi upravi, ne pa v lastništvu. Cesar ga je dal zapreti najprej v Savono, nato pa v Fontainebleau v Parizu. – Tudi Napoleon je bil ujet in zaprt na dveh mestih: na otoku Elbi in na osamljenem Otoku svete Helene sredi Atlantskega oceana.
2. V gradu Fontainebleau je Napoleon papeža tako rekoč prisilil – tudi po naročenem prigovarjanju treh »rdečih«, cesarju naklonjenih kardinalov – da se odpove zemeljski oblasti ter mu obljubil letno rento 2 milijonov frankov. – V istem gradu in v isti sobi je cesar po porazu na bojišču 11. avgusta 1814 moral podpisati svoj odstop od cesarske oblasti in mu je bila dodeljena letna renta 2 milijonov frankov.
3. Na Dunaju je Napoleon 17. maja 1809 podpisal odlok o odvzemu Papeške države. – Štiri dni za tem je izgubil prvo bitko in zavezniki so uvideli, da ni nepremagljiv.
4. Ne meneč se za izobčenje je cesar 1809 dejal, da njegovim vojakom ne bo zato padalo orožje iz rok. – Ko je pa 1812 krenil z ogromno vojsko 600.000 mož v Rusijo, je sicer prišel v zapuščeno Moskvo, vendar jo je moral zaradi ostre zime zapustiti; ob umiku je zgubil pol milijona vojakov, ki jim je orožje dobesedno padalo iz rok.
5. Med strašno nevihto je 5. maja 1821 na Otoku svete Helene, na godovni dan papeža Pija VII., umrl osamljen v izgnanstvu, cesar. – Papež pa se je lahko 24. maja 1814, na praznik Marije Pomočnice, vrnil zmagoslavno v Rim, kjer je mirno vladal do svoje smrti 1822.
6. Na Dunaju je odlok o odvzetju Papeške države Napoleon podpisal v gradu Schönbrunnu. – V istem gradu in v isti sobi je njegov sin Napoleon II. – imenovan ob rojstvu »Kralj Rima«, - v cvetu mladosti 1832 po hudi in takrat neozdravljivi pljučnici, ki ji je sledila prav tako neozdravljiva jetika, umrl brez otrok.[40] Njegov bratranec Louis-Napoléon Bonaparte je šele 1852 zasedel pozneje francoski prestol kot Napoleon III.[41] [42]

#### VrlinePija VII.hvalijo tako somišljeniki kot nasprotniki
Polni hvale so o njem njegovi sodobniki – sodelavci in prijatelji, pa tudi zgodovinarji in celo njegovi sovražniki; razen glede njegovega čezmernega njuhanja so usta njegovih prijateljev in sovražnikov polna hvale. S svojo osebnostjo je Pij VII. torej zaznamoval svoj čas in vzbuja pozornost in občudovanje še danes:
1. S svojim miroljubnim značajem. Kot škof je naredil vse, da ne bi prišlo do uporov proti zavojevalcem in do nasilja, ki bi ga spremljalo. Ko ga je general Radet prišel sredi noči ugrabit na Kvirinal, se je papež najprej pozanimal, ali ni bilo prelivanja krvi; potem je mirno odšel z njim v mučno ujetništvo, za časa katerega nikoli ni hujskal katoličanov k odporu niti ni izgubil nepristranosti v takratnih oboroženih spopadih. Ko se je 1814 vrnil v Rim, je s pomočjo Consalvija živo spodbujal mirno sobivanje med evropskimi narodi in verami.
2. S svojo ponižnostjo. Med konklavom  1800 se je Pij VII. dolgo upiral izvolitvi za papeža. Med svojim ujetništvom v Fontainebleauju je sam pral svojo obleko in si šival gumbe. Ni nasprotoval, da so ga prevažali iz kraja v kraj v črni obleki benediktinskih menihov, da ga verniki ne bi mogli spoznati; na zahteve ječarjev, da mora namesto slovesnega belega papeškega oblačila nositi črno meniško kuto, je odgovarjal: »Sta bene« (»Je že v redu«).
3. S svojo prijaznostjo do sovražnikov. Eden od vojakov, ki so ga varovali med njegovim ujetništvom v Savoni, je 10. januarja 1810 zapisal: »Jaz, ki sem bil sovražnik duhovnikov, moram priznati resnico, ker me k temu sili moja vest. Papeža so sem na silo prignali, in tako je v tej škofovski palači vsem na očeh: ne le straži, ampak vsemu osebju. V svojem in njihovem imenu lahko povem, da je ta sveti mož vzor človečnosti, zmernosti in vseh družbenih kreposti, da ga vsakdo vzljubi, da mehča najtrše značaje in da se spoprijatelji celo s svojimi najbolj zagrizenimi sovražniki. Papež skoraj ves svoj čas preživi v molitvi, pogosto klečeč ali priklonjen; v prostem času pa se ukvarja s pisanjem ali sprejemanjem obiskovalcev«.
4. S svojo celovitostjo. V nasprotju z nepotističnimi navadami mnogih svojih predhodnikov je Pij VII. vedno pazil, da na noben način ne bi dajal prednosti svojim bližnjim sorodnikom: svojemu bratu Gregorju je dodelil le skromno pokojnino 150 ekujev mesečno, a nečaku-siroti majčkeno posest v Cezareji.
5. Po svoji intelektualni razgledanosti. Skromni Pij VII. je bil v resnici sijajen izobraženec s širokim spektrom zanimanj: mnogojezičnež (italijanščina, francoščina, angleščina, latinščina), izjemen prevajalec in izvrsten pisatelj (številna pisma) je Pij VII. več let svojega življenja posvetil branju, študiju in poučevanju. Njegova zasebna knjižnica, ki je ohranjena v Biblioteca Malatestiana, obsega čez 5000 del, vključno z 59 srednjeveškimi kodeksi, deli iz zgodovine, arheologije, numizmatike, politične ekonomije in znanosti. Bil je nagnjen k znanstvenemu raziskovanju, kar dokazuje njegova papeška knjižnica; naročen je bil na Enciklopedijo znanosti in umetnosti. V teologiji in filozofiji je uporabljal pozitivne metode, upal si je biti celo pokrovitelj nad Condillacovo metodo. Glede na zgodovinske dogodke je bil na tekočem v sedanjosti in preteklosti: v njegovi knjižnici najdemo celo knjige, ki so bile takrat na Indexu ... Ko je ta radovedni in napredni človek vodil Cerkev skozi 23 let, pa je na vse kriplje branil njeno svobodo, nauk, izročilo in posvetno oblast.
6. S svojim političnim delovanjem. S ponovno vzpostavitvijo jezuitov je rehabilitiral izobraženi in napredni red. Tudi konkordat z Napoleonom je ustrezal njegovemu globokemu prepričanju. Z bojem proti suženjstvu je bil stoletje pred svojim časom, čeprav so ga nekateri evropski monarhi gledali postrani. Napreden v duhu razsvetljenstva je vzpostavil svobodno trgovanja v Rimu, odprl kurijo za laične sodelavce (1800-1806), vzpostavil diplomatske odnose z Rusijo, Anglijo, ZDA in nekatoliškimi državami, preuredil šolstvo v Papeški državi in odpravil fevdalizem.
7. S svojim kulturnim delovanjem. Kot benediktinski menih in prior je poskušal obnoviti meniški ideal svojega reda in si prizadeval za posodobitev. Kot papež si je prizadeval osvetliti starodavno preteklost Rima (arheološka izkopavanja v pristanišču Ostia, obnova Koloseja) in polepšati mesto (okoli Konstantinovega slavoloka, vodnjak na Monte Cavallo, Piazza del Popolo, obelisk na hribu Pincio). Ustvaril je Antični muzej, ustanavljal šole in obogatil Vatikansko knjižnico. V Rim je vabil številne umetnike, tudi protestante, kar kaže na veliko odprtost in širino duha.
8. S svojo človečnostjo in dobroto. Ni poznal sebičnosti, bil je zvest prijatelj (predvsem kardinalov Pacca in Consalvija), trezen (porabil je le en eku na dan), pobožen, nežen (nikoli ni povzdignil glasu), obziren, skromen, velikodušen (vse svoje dohodke kot škof je porabil za pomoč revnim), trden do te mere, da je tvegal svoje življenje za obrambo svojih prepričanj (odpor proti Napoleonu). Pij VII. se je odlikoval tudi s svojo dušno veličino (prevzel je vso družino Bonaparte v Rimu in zahteval od Angležev, da naj omilijo cesarjevo ujetništvo), tako da je v svojih Spominih na Otoku svete Helene napisal Napoleon tele osupljive besede: "Pij VII. je res dober mož, nežen in pogumen človek. Je jagnje, pravi dobri človek, ki ga cenim, ki ga imam zelo rad in ki mi s svoje strani vrača z naklonjenostjo; o tem sem prepričan..."[43]

## Poveličanje

### Čudežni dogodek
Letopisec je zapisal, da se je 15. avgusta 1811 – na praznik Marijinega vnebovzetja – papež med maševanjem zamaknil in dvignil do višine oltarja. To je vzbudilo veliko začudenje med navzočimi – tudi med nejevernimi francoskimi vojaki, ki so ga stražili..

### Postopek za posvečenje
Prošnjo za začetek postopka je vložil pri Svetem sedežu 10. julija 2006 savonski škof Calcagno; odobril jo je rimski vikar kardinal Ruini, ki je prenesel prošnjo Kongregaciji za zadeve svetnikov; le-ta je 24. februarja 2007 odobrila odprtje zadeve kot odgovor na poziv ligurskih škofov.
12. marca 2007 je papež Benedikt XVI. odobril začetek postopka za beatifikacijo papeža Pija VII., ki je s tem prejel kanonični naslov Božji služabnik po papeškem dekretu, ki uradno priznava junaško naravo njegovih kreposti.
15. avgusta 2007 je Sveti sedež sporočil savonski škofiji novico, da je Benedikt XVI. razglasil "nihil obstat" (nič ne nasprotuje) glede postopka za beatifikacijo, s čimer se je odprl škofijski postopek za poblaženje; zdaj ima naziv Častitljivi Božji služabnik.
Uradno besedilo, ki razglaša začetek zadeve, se glasi: 
| Latinsko besedilo | Slovenski prevod |
| --- | --- |
| "Summus Pontifex Benedictus XVI declarat, ex parte Sanctae Sedis, nihil obstare quominus in Causa Beatificationis et Canonizationis Servi Dei Pii Barnabae Gregorii VII Chiaramonti" | "Vrhovni duhovnik Benedikt XVI. s strani Svetega sedeža izjavlja, da nič ne ovira beatifikacije in kanonizacije Božjega služabnika bogovdanega Barnaba Gregorja VII. Chiaramontija." |

Delo se je začelo naslednji mesec z zbiranjem listin in pričevanj o pokojnem papežu.
Konec leta 2018 je novi savonski škof Marino napovedal, da se bo zadeva Pija VII. nadaljevala po končanem začetnem zastoju, po nadaljnih pripravah in preiskavah; imenoval je novega postulatorja in škofijsko sodišče, ki je začelo obravnavati zadevo.
Stvarno je stekel postopek s škofijsko preiskavo o življenju rajnega papeža dne 31. oktobra 2021 pri maši v savonski škofijski stolnici.
Prvi postulator za njegovo zadevo je bil Giovanni Farris (2007–18); sedanji postulator od 2018 pa je Giovanni Margara.

#### Zavetnik
Za svojega zavetnika si ga je izvolila škofija Savona; postal je tudi zavetnik jetnikov. 

### Papež in Napoleon
(angleško)
- Visit of Pope Pius VII, 1805 January 3 | Palace of Versailles (chateauversailles.fr)
- WHEN NAPOLEON CAPTURED THE POPE - The New York Times (nytimes.com) Dec. 13, 1981 The New York Times  See the article in its original context from December 13, 1981, Section 2, Page 4
- Napoleon and Pius VII | Get Your Coats On - Author Ambrogio A. Caiani talks about ‘To Kidnap a Pope’< posted in Books & Film, Written Interviews by Dan Lentell 17 JAN 2022
- 2 June 1812: beginning of Pope Pius VII’s captivity at the Château de Fontainebleau
- Why was the Pope held captive in Fontainebleau? | Napoléon en Seine-et-Marne (napoleon-en-seineetmarne.fr)
- To Kidnap a Pope: Napoleon and Pius VII by Ambrogio A Caiani - review by Munro Price (literaryreview.co.uk) Bonaparte Meets His Match To Kidnap a Pope: Napoleon and Pius VII By Ambrogio A Caiani Apr 2021
- The palace of Napoleon I - Château de Fontainebleau (chateaudefontainebleau.fr) ACCUEIL>EXPLORE THE CASTLE AND GARDENS>FONTAINEBLEAU: 800 YEARS OF HISTORY>THE PALACE OF NAPOLEON I
- Napoleonic Satires: Pope Pius VII (brown.edu) Brown University Library

(italijansko)
- Il timone 7 Aprile 2017: ‘’Pio VII, Papa eroico e dimenticato. Arrestato e deportato, non si piegà mai a Napoleone’’ di Alvaro Real da «Aleteia»
- Pio VII Il papa prigioniero di Napoleone (clonline.org) Pontefice a cavallo tra XVIII e XIX secolo, Luigi Chiaramonti fu incarcerato da Bonaparte. Ma alla caduta dell'imperatore fu l'unico ad esprimergli vicinanza. Ricostituì l'ordine dei Gesuiti opponendosi ai sovrani europei. Eugenio Russomanno 10.IX.2012

| Nazivi Rimskokatoliške cerkve    | Nazivi Rimskokatoliške cerkve | Nazivi Rimskokatoliške cerkve       |
| -------------------------------- | ----------------------------- | ----------------------------------- |
| Predhodnik: Giulio Matteo Natali | Škof Tivolija 1782–1785       | Naslednik: Giovanni Battista Banfi  |
| Predhodnik: Giovanni Carlo Bandi | Škof Imole 1785–1816          | Naslednik: Antonio Lamberto Rusconi |
| Predhodnik: Pij VI.              | Papež 1800–1823               | Naslednik: Leon XII.                |